# Richard J. Hughes
Richard Joseph Hughes, född 10 augusti 1909 i Burlington County i New Jersey, död 7 december 1992 i Boca Raton i Florida, var en amerikansk demokratisk politiker och jurist. Han var New Jerseys guvernör 1962–1970 och chefsdomare i New Jerseys högsta domstol 1973–1979.
Hughes avlade 1931 juristexamen vid New Jersey Law School och inledde 1932 sin karriär som advokat i Trenton. Han arbetade som åklagare 1939–1945 och som domare 1948–1957.
Hughes efterträdde 1962 Robert B. Meyner som New Jerseys guvernör och efterträddes 1970 av William T. Cahill. År 1973 efterträdde han Pierre P. Garven som chefsdomare i delstatens högsta domstol och efterträddes 1979 i den befattningen av Robert N. Wilentz. Han avled 1990 och gravsattes på Saint Mary's Cemetery i Trenton.